# West Brownsville (Pensilvania)
West Brownsville es un borough ubicado en el condado de Washington en el estado estadounidense de Pensilvania. En el año 2000 tenía una población de 1.075 habitantes y una densidad poblacional de 321 personas por km².

## Geografía
West Brownsville se encuentra ubicado en las coordenadas 40°1′47″N 79°53′11″O / 40.02972, -79.88639.

## Demografía
Según la Oficina del Censo en 2000 los ingresos medios por hogar en la localidad eran de $27,315 y los ingresos medios por familia eran $36,641. Los hombres tenían unos ingresos medios de $31,964 frente a los $21,875 para las mujeres. La renta per cápita para la localidad era de $15,368. Alrededor del 13.5% de la población estaba por debajo del umbral de pobreza.